# 나대

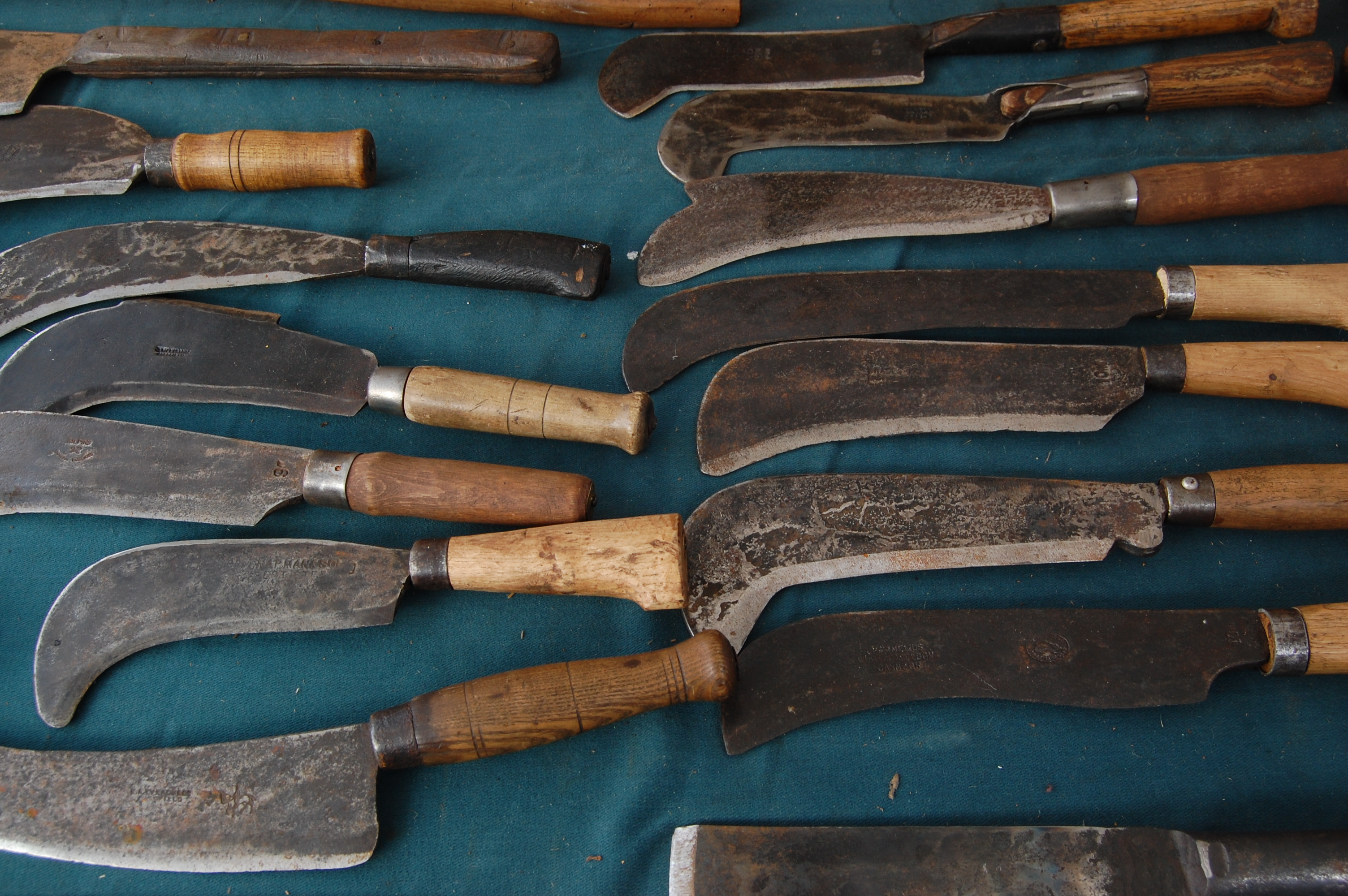

나대(billhook)는 농업 및 임업에서 사용하는 날붙이 도구 중 하나다. 작은 목질을 잘라 쳐내는 데 사용한다.
이것이 무기화된 것이 빌이다.

## 같이 보기
- 빌 (무기)
- 팔스
- 리놀륨 나이프
- 큰낫
- 낫